# Mirage (musikalbum)
Mirage är den brittiska progrockgruppen Camels andra album, utgivet 1974.

## Låtlista
1. "Freefall" (Pete Bardens) - 5:54
2. "Supertwister" (Pete Bardens) - 3:23
3. "Nimrodel/The Procession/The White Rider" (Andy Latimer) - 9:18
4. "Earthrise" (Pete Bardens/Andy Latimer) - 6:41
5. "Lady Fantasy: Encounter/Smiles for You/Lady Fantasy" (Pete Bardens/Doug Ferguson/Andy Latimer/Andy Ward) - 12:45

## Medverkande
- Andrew Latimer: Gitarr, flöjt, sång
- Peter Bardens: Keyboards, sång
- Doug Ferguson: Elbas, sång
- Andy Ward: Trummor